# Рачићи
Рачићи је насељено мјесто у општини Фоча, Федерација Босне и Херцеговине, Босна и Херцеговина.

## Становништво
|         | 2013.      | 1991.       | 1981.       | 1971.        |
| Укупно  | 2 (100,0%) | 45 (100,0%) | 94 (100,0%) | 180 (100,0%) |
| Срби    | 2 (100,0%) | 45 (100,0%) | 90 (95,74%) | 178 (98,89%) |
| Бошњаци | –          | –           | 3 (3,191%)1 | 1 (0,556%)1  |
| Остали  | –          | –           | 1 (1,064%)  | 1 (0,556%)   |

1. 1 На пописима од 1971. до 1991. Бошњаци су пописивани углавном као Муслимани.